# Morcego Verde
O Morcego Verde, cujo alter-ego é o conhecido Zé Carioca, é um super-herói das histórias em quadrinhos Disney. Foi criado por Ivan Saidenberg, inspirado no Morcego Vermelho (Peninha).

## História
Sem nenhum super-poder, e inspirado pelas histórias em quadrinhos do Morcego Vermelho, de quem é fã, o Zé Carioca sai fantasiado de Morcego Verde (fantasia que também foi atualizada junto com o personagem) para combater o crime na Vila Xurupita. Sempre utiliza sua lábia para ludibriar os malfeitores, sempre acaba fugindo da briga. Inferniza a vida do Delegado Porcôni, chefe da delegacia de Vila Xurupita, a quem, para irritá-lo mais ainda, chama sempre de Comissário (referência ao Comissário Gordon das histórias do Batman). Tenta sempre ajudá-lo, com sucesso, mas métodos e ações que fazem o delegado sempre se arrepender.
Todos na Vila, inclusive seus amigos e namorada, sabem que o Morcego Verde é o Zé Carioca, embora ele desconverse. Seu fiel ajudante é o Nestor, que carrega para todo lado um ventilador, para dar um efeito esvoaçante a sua capa. Seus meios de transporte mais comuns são o morcego-ônibus (ele anda de transporte coletivo e acredita não precisar pagar a passagem por ser herói) e, em especial, a morcegocleta, bicicleta que pega emprestado do vizinho.
Seu principal rival é outro "super-herói", o Super-Galo (alter-ego do Zé Galo), que quer concorrer em popularidade com o Zé Carioca. Outro herói da Vila é o Capitão Porreta (alter-ego do Pedrão).